# Valdeacederas (metropolitana di Madrid)
Valdeacederas è una stazione della linea 1 della metropolitana di Madrid.
Si trova sotto alla calle de Bravo Murillo, all'incrocio delle vie Blanco Argibay e Pinos Alta, nel distretto di Tetuán.

## Storia
La stazione fu inaugurata il 1º febbraio 1961 quando la linea 1 venne prolungata fino a Plaza de Castilla.

## Accessi
Ingresso Capitán Blanco Argibay
- Capitán Blanco Argibay Calle de Bravo Murillo, 324

Ingresso Aníbal aperto dalle 6:00 alle 21:40
- Aníbal Calle de Bravo Murillo, 350